# أوغستين بودمور ويليامز
كان أوغسطين بودمور ويليامز (22 مايو 1852 -17 أبريل 1916) ملاحًا إنجليزيًا، اكتسب شهرة في ثمانينيات القرن التاسع عشر نتيجة لفضيحة في أعالي البحار.

## نبذة
ولد «أوستن» ويليامز في بورثليفن، كورنوال، نجل بارسون ريفي، وكان تاجرًا بحارًا، وفي يوليو 1880، كان ويليامز البالغ من العمر 28 عامًا يعمل كرفيق رئيسي على متن جدة، وهو قارب يملكه التاجر السنغافوري سيد محمد الصقوف، وقاد القارب جوزيف كلارك، الذي أبحر من سنغافورة في 18 يوليو 1880, وتوقفت السفينة في بينانغ واستقلّت أكثر من 950 حاجًا مسلمًا، وكلهم في طريقهم إلى شبه الجزيرة العربية لأداء فريضة الحج في مكة، وكانت وجهة السفينة هي ميناء جدة على البحر الأحمر.
في 3 أغسطس، وجدت السفينة نفسها وسط إعصار عنيف تزايدت حدته تدريجياً، وعندما بدأت جدة في امتصاص الماء، فقد الضباط أعصابهم وقرر الكابتن كلارك، بدافع من زميله الرئيسي ويليامز، التخلي عن السفينة في قارب لن يأخذ سوى نفسه وزوجته وعدد قليل من الضباط والركاب، ونظرًا لعدم وجود مكان بالقرب من القوارب الكافية للحجاج، فسيتعين عليهم تدبير أمورهم بأنفسهم، واكتشف الحجاج ذلك، ولم يتمكن الضباط من مغادرة السفينة وإطلاق قاربهم بصعوبة كبيرة في منتصف الليل، ولقد افترضوا أن السفينة سوف تتعثر، ومع ذلك، في اليوم التالي، هدأت العاصفة وخفت السماء، وتم إنقاذ الضباط الفارين من قبل سفينة أخرى (سينديا)، وكان القبطان كلارك قد أبلغ عن فقدان جدة في أعالي البحار، وفي غضون ذلك، تم جر جدة إلى ميناء عدن بواسطة باخرة انتينور.
عندما أصبحت القصة الحقيقية معروفة، ظهرت الفضيحة في الأخبار في جميع أنحاء العالم البحري، ونوقشت القضية على نطاق واسع وكُتبت عنها في الصحافة المعاصرة في سنغافورة وبريطانيا وأماكن أخرى، وجد تحقيق أن النقيب كلارك مذنب بارتكاب سوء سلوك جسيم وتم تعليق شهادة القبطان لمدة ثلاث سنوات، ومن ناحية أخرى، كان يُنظر إلى أوستن ويليامز على أنه المحرض الرئيسي على الهجر وواجه عار مجتمع الشحن بأكمله، وغادر البحر بعد فترة وجيزة من المحاكمة، وأصبح كاتبًا للمياه في شركة McAlister & Co. التي عملت بها لمدة 27 عامًا.
تزوج ويليامز من فتاة أوروآسيوية من سنغافورة باسم إليزابيث جين روبنسون في 22 يناير 1883 في كاتدرائية سانت أندرو، وكان لديهم ستة عشر طفلاً، سبعة منهم ماتوا قبل أبيهم.
في النهاية، بدأ العمل بمفرده، ولكنه لم يحالفه النجاح، وانضم ويليامز لاحقًا إلى شركة Dawood & Co. أثناء خدمته في 15 مارس 1916، انزلق وسقط، مما أدى إلى كسر في عظم الفخذ، وفشل في التعافي من هذه الإصابة، وتوفي بعد شهر في 17 أبريل 1916 في مقر إقامته في شامروك، 32 طريق باركر، ودُفن في مقبرة بيداداري في شمال شرق سنغافورة.

## ميراث
كانت قصة ويليامز مصدر إلهام لرواية جوزيف كونراد اللورد جيم، وأمضى كونراد، الذي كان هو نفسه بحارًا متمرسًا، وقتًا في سنغافورة في ثمانينيات القرن التاسع عشر وقد صادف ويليامز نتيجة لذلك.
بعد قرن من الزمان، تتبع المؤلف غافن يونغ الآثار القليلة المتبقية لوليامز في سنغافورة، بما في ذلك قبره المنسي منذ فترة طويلة في بيداداري، في سياق البحث في البحث عن كونراد، كتاب السفر والكشف الأدبي، وعندما تم استخراج رفات الموتى من مقبرة بيداداري في أوائل القرن الحادي والعشرين لإفساح المجال لخطط إعادة التطوير، استعادت كويني، حفيدة ويليامز، ابنة ابنه الأصغر، كوثبرت، رفاته.
بنى جوزيف كونراد في روايته: اللورد جيم إلى قصة جدة وشخصية أوستن ويليامز.